# Bóg się rodzi
Bóg się rodzi (Deutsch: Christus ist geboren oder Gott ist endlich uns geboren) ist ein bekanntes polnisches Weihnachtslied. Es ist fester Bestandteil der Mitternachtsmesse Pasterka und gilt als nationale Weihnachtshymne Polens. Einst wurde es kurzzeitig auch als Nationalhymne in Erwägung gezogen – beispielsweise durch den Dichter Jan Lechoń. Es wurde auch schon als beliebtestes polnisches Weihnachtslied bezeichnet.

## Geschichte

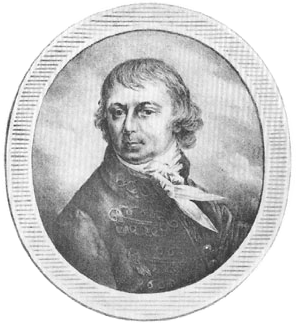
Franciszek Karpiński (1741–1825)

Der Liedtext von Bóg się rodzi wurde 1792 von Franciszek Karpiński verfasst. Der Komponist ist unbekannt. Die feierliche Melodie ist eine altbekannte Krönungspolonaise für polnische Könige, die sich bis zur Herrschaft des polnischen Königs Stephan Báthory im 16. Jahrhundert zurückverfolgen lässt.
Das Weihnachtslied wurde erstmals 1792 in einer Sammlung von Karpińskis Werken mit dem Titel Pieśni nabożne („Andächtige Lieder“) veröffentlicht. Das Buch wurde von Basilianermönchen in Supraśl im Nordosten Polens gedruckt. Allerdings wurde die Hymne wohl bereits einige Jahre vorher in der alten Basilika von Białystok öffentlich aufgeführt, da Karpiński zwischen 1785 und 1818 im Białystoker Branicki-Palast lebte.
An die erste Aufführung des Weihnachtsliedes erinnert heute eine Gedenktafel an der Kirchenmauer. Hier steht: „In dieser Kirche wurden zum ersten Mal die andächtigen Lieder von Franciszek Karpiński aufgeführt“. Der ursprüngliche Name des Weihnachtsliedes ist Pieśń o Narodzeniu Pańskim („Auf Gottes Geburt“) oder „Lied von der Geburt unseres Herrn“.
Die Hymne wurde von verschiedenen berühmten polnischen Künstler aufgenommen – dazu gehören: Anna Maria Jopek, Violetta Villas, Michał Bajor, Ryszard Rynkowski, Krzysztof Krawczyk und Eleni Tzoka. Sie wurde auch von polnischen Gefangenen des KZ Auschwitz gesungen. Ein Bericht des Häftlings Jozef Jedrych aus der Sammlung des Staatlichen Museums Auschwitz-Birkenau beschreibt, wie „das Singen deutscher Weihnachtslieder begann und dann wie Wellen des Meeres die machtvollen Worte [eines polnischen Weihnachtsliedes] kamen ‚Macht wird schwach, Gott wird geboren‘“.

## Aufbau des Liedes
Das Weihnachtslied besteht aus fünf Strophen. Jede Strophe hat acht Zeilen und jede Zeile im polnischen Original acht Silben.
1. Strophe:

Macht wird schwach, Gott wird geboren

Herr der Welt liegt ohn’ zu glänzen

Licht des Feuers wird festgefroren

Der Unendliche hat Grenzen

Ehre ist verachtet worden

Sterblich wird, der ewig thronet

Und das Wort ist Leib geworden

und hat unter uns gewohnet.

3. Strophe:

In der Armut mußt’ er leben,

Krippe diente ihm als Wiege.

Von den Hirten ward er umgeben.

Auf dem Heu mußte er liegen.

Leid ist ihm zuteil geworden

weil Sünd’ unser Herz bewohnet

Und das Wort ist Leib geworden

und hat unter uns gewohnet.

5. Strophe:

Gottessohn, erheb Dein Händlein,

Segne unser Vaterlande,

Menschen stärk’ mit Deiner Weisheit

in der Stadt und auf dem Lande

Wohlstand mag Dein Wort beorden,

dort, wo Mutter Deiner thronet

Und das Wort ist Leib geworden

und hat unter uns gewohnet.

### Analyse und Interpretation des Liedes
Der Text der Hymne zeichnet sich stilistisch durch seine Oxymora aus, indem er starke sprachliche Gegensätze verwendet:
Macht wird schwach, Gott wird geboren

Herr der Welt liegt ohn’ zu glänzen

Licht des Feuers wird festgefroren

Der Unendliche hat Grenzen

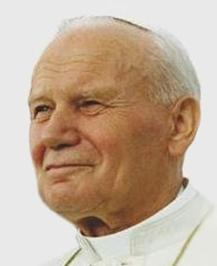
Papst Johannes Paul II.

Durch solche widersprüchliche Redefiguren wird die Bedeutung des Wunders betont, das mit der Geburt von Jesus Christus in einem Stall von Bethlehem stattfand. Der Liedtext „Und das Wort ist Leib geworden und hat unter uns gewohnet“ ist ein Zitat aus dem Johannesevangelium: „Und das Wort ist Fleisch geworden und hat unter uns gewohnt“ (Johannes 1,14 ). Darüber hinaus flocht Karpiński eine patriotische Aussage zu Beginn der fünften Strophe ein – mit einer Bitte an das Jesuskind: „Gottessohn, erheb Dein Händlein, Segne unser Vaterlande“.
Papst Johannes Paul II. bezog sich am 23. Dezember 1996 in der Vatikanischen Audienzhalle auf das Weihnachtslied Bóg się rodzi. Hierbei zitierte der Papst die Wort der Hymne:
Macht wird schwach, Gott wird geboren

Herr der Welt liegt ohn’ zu glänzen

Licht des Feuers wird festgefroren

Der Unendliche hat Grenzen
und führte hierzu aus: „Der Dichter zeigt uns das Mysterium der Menschwerdung von Gottes Sohn, indem er Gegensätze benutzt, um das auszudrücken, was für das Mysterium wesentlich ist: Indem er die menschliche Gestalt annahm, nahm der unendliche Gott gleichzeitig die Begrenztheit eines Geschöpfs an“.

## In der Popkultur
Eine Instrumentalversion dieses Liedes hat das „Brave New World“ Expansion Pack von Civilization V. Bóg się rodzi ist hier das musikalische Leitmotiv der polnischen Zivilisation, die vom polnischen König Kasimir III. (auch: Kasimir der Große) angeführt wird.